# Rudna Glava
Rudna Glava, in serbo Рудна Глава?, (lett. testa di minerale) è ufficialmente classificato tra i villaggi della Serbia orientale, nella municipalità di Majdanpek, distretto di Bor. Nel 2002 contava 2 309 abitanti, in maggioranza serbi.
Rudna Glava è anche un sito minerario che mostra una delle più antiche attestazioni di estrazione e metallurgia del rame europee, risalenti al V millennio a.C.. Gli strati venivano tagliati al fianco della collina, con la costruzione di impalcature che permettevano di accedere in modo più facile alle vene del minerale. Questo sito appartenne alla cultura di Vinča, come si può notare dai reperti ceramici.
Un'altra antica miniera viene localizzata ad Ai Bunar vicino Stara Zagora in Bulgaria.